# Câu lạc bộ bóng đá Phnom Penh Crown
Phnom Penh Crown (tiếng Khmer: ក្លឹប បាល់ទាត់ ភ្នំពេញ ក្រោ ន) là một câu lạc bộ bóng đá có trụ sở tại Sangkat Toul Sangke II, Khan Russey Keo, Phnôm Pênh, Campuchia, hiện đang thi đấu tại Giải Bóng đá Vô địch Quốc gia Campuchia. Trước đây, đội có tên là Samart United, Hello United và Phnom Penh Empire.
Sân nhà của câu lạc bô là sân vận động RSN, có sức chứa 5.000 chỗ ngồi.

## Đội hình
Ghi chú: Quốc kỳ chỉ đội tuyển quốc gia được xác định rõ trong điều lệ tư cách FIFA. Các cầu thủ có thể giữ hơn một quốc tịch ngoài FIFA.
| Số | VT | Quốc gia  | Cầu thủ                    |
| -- | -- | --------- | -------------------------- |
| 1  | TM | Campuchia | Ouk Kimchheang             |
| 3  | HV | Nhật Bản  | Takaki Ose                 |
| 4  | HV | Campuchia | Chhin Vennin               |
| 5  | HV | Campuchia | Yue Safy                   |
| 6  | TV | Nhật Bản  | Yudai Ogawa                |
| 7  | TV | Campuchia | Yeu Muslim                 |
| 8  | TV | Campuchia | Orn Chanpolin (đội trưởng) |
| 9  | TĐ | Ukraina   | Valeriy Gryshyn            |
| 10 | TĐ | Colombia  | Andrés Nieto               |
| 11 | TĐ | Campuchia | Brak Thiva                 |
| 12 | HV | Campuchia | Phach Socheavila           |
| 13 | TM | Campuchia | Saveng Samnang             |
| 14 | TĐ | Campuchia | Sam Ol Tina                |
| 16 | TV | Campuchia | Chem Navin                 |
| 17 | TĐ | Campuchia | Lim Pisoth                 |
| 18 | HV | Campuchia | Seut Baraing               |
| 19 | TĐ | Campuchia | Long Phearath              |

| Số | VT | Quốc gia  | Cầu thủ                       |
| -- | -- | --------- | ----------------------------- |
| 20 | TV | Campuchia | Koeut Pich                    |
| 21 | TĐ | Nhật Bản  | Shintaro Shimizu              |
| 22 | TM | Campuchia | Um Vichet                     |
| 23 | TV | Campuchia | Bong Samuel                   |
| 24 | HV | Campuchia | Chhom Sokhay                  |
| 25 | TV | Campuchia | Lim Visal                     |
| 26 | TV | Campuchia | Nasier Arafat                 |
| 27 | HV | Campuchia | Kun Oudom                     |
| 28 | HV | Campuchia | Heng Kimsong                  |
| 29 | TĐ | Campuchia | Yem Devid                     |
| 30 | TM | Campuchia | Say Chantola                  |
| 31 | TĐ | Campuchia | Deth Sovanndeth               |
| 39 | HV | Campuchia | Chhom Pisa (đội trưởng thứ 3) |
| 40 | TV | Campuchia | Sath Rozak                    |
| 44 | TĐ | Campuchia | Pov Ponvuthy                  |
| 73 | TV | Campuchia | Choun Chanchav (đội phó)      |

## Huấn luyện viên trưởng
Huấn luyện viên theo Các năm
| Tên                         | Quốc tịch           | Giai đoạn | Giải đấu                                        |
| --------------------------- | ------------------- | --------- | ----------------------------------------------- |
| Apisit Im Amphai            | Thái Lan            | ?–2011    | 2010 Cambodian League Vô địch                   |
| Bojan Hodak                 | Croatia             | 2011      |                                                 |
| Dave Booth                  | Anh                 | 2011–2012 |                                                 |
| Sam Schweingruber           | Thụy Sĩ · Campuchia | 2012–2016 |                                                 |
| Oriol Mohedano              | Tây Ban Nha         | 2016      |                                                 |
| Sam Schweingruber (Interim) | Thụy Sĩ · Campuchia | 2016      | 2016 Hun Sen Cup Hạng 3                         |
| Oleg Starynskyi             | Ukraina             | 2016–2017 | 2017 AFC Cup vòng play-off                      |
| Sean Sainsbury              | Anh                 | 2017–2018 |                                                 |
| Leonardo Vitorino           | Brasil              | 2018–2019 |                                                 |
| Sum Vanna                   | Campuchia           | 2019–2020 | 2019 Hun Sen Cup Hạng 3, 2020 C-League 3Hạnng 3 |
| Oleg Starynskyi             | Ukraina             | 2020–     | Giải VĐQG Campuchia Vô Địch                     |

## Thành tích
Danh hiệu
- Giải ngoại hạng Campuchia :

Vô địch: 2002 (với tên gọi Samart United), 2008 (với tên gọi là Phnom Penh Empire), 2010, 2011, 2014, 2015, 2021, 2022.
- Hun Sen Cup:

Vô địch: 2008 (với tên gọi Phnom Penh Empire), 2009.
- Siêu cúp Campuchia :

Vô địch: 2022.
Bản mẫu:Cambodian League